# Asta Larsson
Asta Viola Larsson, född 23 oktober 1931 i Simrishamns församling, Kristianstads län, död 3 december 2016 i Lunds domkyrkodistrikt, Skåne län, var en svensk friidrottare (längdhopp). Hon representerade IFK Simrishamn. Hon blev på senare år också en välkänd veteranidrottare.